# Funcție algebrică de gradul întâi
Funcția de gradul întâi este o funcție algebrică elementară, exprimată printr-o expresie algebrică binom de gradul întâi. 

## Noțiuni introductive

### Definiție
Fie o funcție {\displaystyle f:\Re \;\rightarrow \;\Re \;,f(x)=ax+b,a,b\in \Re \;} , aceasta se numește funcție afină. Dacă {\displaystyle a\neq \;0,} atunci {\displaystyle \ f} se numește funcție de gradul întâi de coeficienți {\displaystyle \ a,b}. 
Dacă {\displaystyle a\neq \;0,b=0} atunci {\displaystyle \ f} se numește funcție liniară {\displaystyle \ (f(x)=ax)} .
Dacă {\displaystyle \ a=0} atunci {\displaystyle \ f} se numește funcție constantă   {\displaystyle \ (f(x)=b).}
Pentru funcția de gradul întâi,  {\displaystyle \ ax} se numește termenul de gradul 
întâi , iar  {\displaystyle \ b} , termenul liber al funcției.
O ecuație de forma  {\displaystyle \ ax+b=0} se numește ecuația atașată funcției {\displaystyle \ f.}

### Observații
1. Funcția {\displaystyle f:\Re \;\rightarrow \;\Re \;,f(x)=ax+b,a\neq \;0} se numește funcția de gradul întâi deoarece este funcția asociată polinomului de gradul întâi cu coeficienți reali {\displaystyle \ ax+b} .
2. Funcția de gradul întâi este bine determinată dacă se cunosc coeficienții {\displaystyle a,b\in \Re \;}.

### Exemple
1. Funcția {\displaystyle f:\Re \;\rightarrow \;\Re \;,f(x)=-3x+{\sqrt {5}}} este funcție de gradul întâi cu coeficienții {\displaystyle a=-3,b={\sqrt {5}}}.
2. Funcția {\displaystyle f:\Re \;\rightarrow \;\Re \;,f(x)=4x} este funcție liniară cu  {\displaystyle \ a=4,} {\displaystyle \ b=0}.
3. Funcția {\displaystyle f:\Re \;\rightarrow \;\Re \;,f(x)=3} este funcție constantă când {\displaystyle \ a=0,} {\displaystyle \ b=3}.

## Monotonia funcției de gradul întâi
Relativ la monotonia acestei funcții are loc următoarea teoremă:

### Teoremă
Funcția de gradul întâi {\displaystyle f:\Re \;\rightarrow \;\Re \;,f(x)=ax+b,a\neq \;0} este:
1. strict crescătoare dacă {\displaystyle a>\;0,} iar tabelul de variație a funcției este:
| {\displaystyle x}    | {\displaystyle -\infty \qquad \quad +\infty }          |
| {\displaystyle f(x)} | {\displaystyle -\infty \nearrow \;\nearrow \;+\infty } |

2. strict descrescătoare dacă {\displaystyle a<\;0,} iar tabelul de variație a funcției este:
| {\displaystyle x}    | {\displaystyle -\infty \qquad \quad +\infty }          |
| {\displaystyle f(x)} | {\displaystyle -\infty \searrow \;\searrow \;+\infty } |

#### Demonstrație
Pentru a proba monotonia funcției se va utiliza rata creșterii (descreșterii) lui {\displaystyle f}, {\displaystyle R(x_{1},x_{2})={\frac {f(x_{2})-f(x_{1})}{x_{2}-x_{1}}}={\frac {ax_{2}+b-(ax_{1}+b)}{x_{2}-x_{1}}}={\frac {a(x_{2}-x_{1})}{x_{2}-x_{1}}}=a}  pentru {\displaystyle x_{1}\neq \;x_{2}} .
Dacă {\displaystyle a>\;0}  atunci {\displaystyle \ f} este strict crescătoare, iar dacă {\displaystyle a<\;0,}, atunci  {\displaystyle \ f} este strict descrescătoare.

### Observații
1. Semnul lui {\displaystyle \ a} precizează monotonia funcției de gradul întâi.
2. Ecuația {\displaystyle \ y=ax+b} reprezintă o dreaptă de pantă {\displaystyle a\neq \;0} (o dreaptă oblică neparalelă cu axa {\displaystyle \ Ox} sau cu axa {\displaystyle \ Oy} ).